# Rezes nádbogár
A rezes nádbogár (Donacia semicuprea) a rovarok (Insecta) osztályának bogarak (Coleoptera) rendjébe, ezen belül a mindenevő bogarak (Polyphaga) alrendjébe és a levélbogárfélék (Chrysomelidae) családjába tartozó faj.

## Előfordulása
A rezes nádbogár előfordulási területe Európa. Nyáron gyakori.

## Megjelenése
Ez a bogárfaj mintegy 1 centiméter hosszú. Szárnyfedői sorokba rendezetten pontozottak. A Donacia nemre a fémes fényű szárnyfedők a jellemzők. Közép-Európában 21 faj él, melyek nehezen meghatározhatók. Kékes, zöldes vagy rézszínű fémes csillogásuk nem fajspecifikus tulajdonság.

## Életmódja
A rezes nádbogár tavak és holtágak lakója. Tápláléka vízi- és parti növények levelei és lágy szárrészei. Főleg nádszárakon és harmatkásán él. A lárvák növényeket szívogatnak a víz alatt.